# الون مدیسون پارک
اِلِوِن مَدیسون پارک (انگلیسی: Eleven Madison Park) یک رستوران آمریکایی واقع در نیویورک، محلهٔ فلت‌آیرن، خیابان بیست و چهارم شرقی، خیابان مدیسون، پلاک ۱۱ است. این رستوران در فهرست ۵۰ رستوران برتر جهان در سال ۲۰۱۶ رتبه سوم را کسب کرد و در سال ۲۰۱۷ در صدر این فهرست قرار گرفت. این اولین بار در بیش از یک دهه بود که یک رستوران آمریکایی به این افتخار برجسته نائل می‌شد.

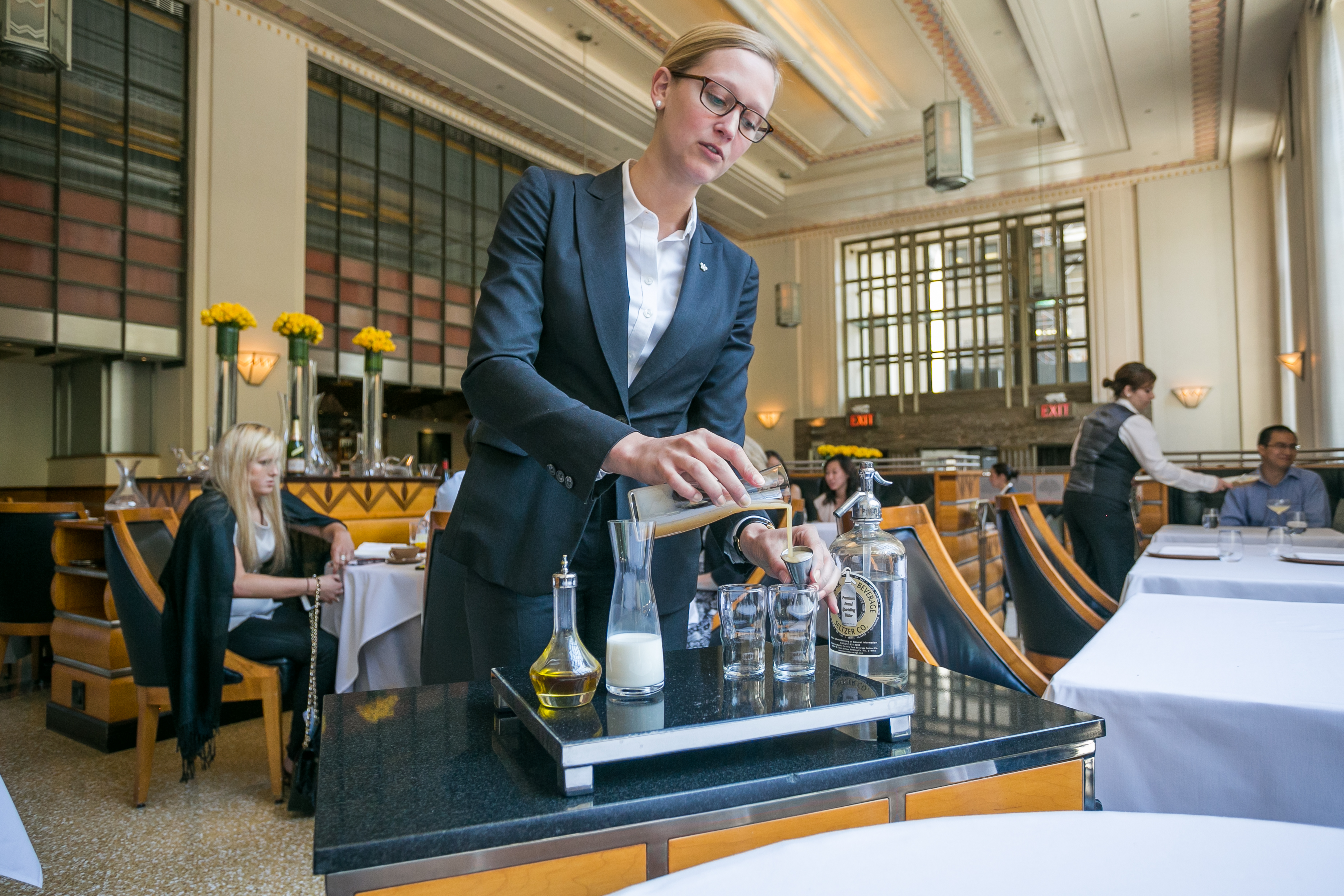

صاحبان رستوران الون مدیسون پارک سرآشپز دانیل هوم هستند. این رستوران در نیویورک کار خود را در سال ۲۰۱۰ با رتبه پنجاهم در فهرست پنجاه رستوران برتر جهان آغاز کرد و از آن زمان تا کنون در حال پیشرفت در این فهرست بوده‌است.
ویل گودرا مالک پیشین رستوران هنگام قبول این جایزه گفت: «همه ما در این اتاق زندگی کاری خود را وقف خلق تجربه‌هایی کرده‌ایم که امیدواریم خاطره‌های شگفت‌انگیزی در زندگی مردم باشند.»